# 火坂雅志
火坂 雅志（ひさか まさし、1956年5月4日 - 2015年2月26日）は、日本の小説家。本名は中川 雅志（なかがわ まさし）。上杉景勝の家臣であった直江兼続を主人公とした時代小説『天地人』は大河ドラマとして映像化された。また、明治の小説家である村井弦斎を敬愛し、長年にわたる弦斎研究を行っていたことでも知られる。

## 来歴・人物
新潟県長岡市・新潟市出身。長岡市立南中学校、新潟市内の公立中学校、新潟県立新潟高等学校を経て早稲田大学商学部卒業。
早稲田大学在学中よりサークル早稲田大学歴史文学ロマンの会に所属し、歴史文学に親しんだ。大学卒業後は、編集者として新人物往来社に勤務し、1988年に『花月秘拳行』でデビュー。吉川英治文学新人賞候補の『全宗』で注目される。初期には伝奇性の強い作品が多いが、後年は本格的な大型歴史・時代小説を発表している。主な作品に『覇商の門』『黒衣の宰相』『天地人』など。以心崇伝（徳川家康の参謀）、施薬院全宗（豊臣秀吉の参謀）、沢彦（織田信長の参謀）といった、それまで光が当てられてこなかった戦国時代の参謀役を次々と取り上げ、脚光を浴びた。
『天地人』で第13回中山義秀文学賞を受賞、2009年NHK大河ドラマ原作となった。
新潟県出身であるが、1980年頃から平塚市に居住していた。同じく平塚に居を構えた明治時代のベストセラー作家村井弦斎にとりわけ強い関心を寄せ、その存在に光を当てるべく尽力した。弦斎を主人公にした小説『美食探偵』を執筆したほか、弦斎の墓前祭「弦斎忌」の実行委員長を務め、弦斎邸の跡地に住むほどの熱の入れようであった。
2014年10月に体調不良で入院。2015年2月26日午後5時10分、急性膵炎のため神奈川県内の病院にて死去、58歳。墓は生前、研究に力を注いだ村井弦斎の墓所に並ぶように建てられた。

## 著書

### 作品
- 花月秘拳行（1988年、講談社ノベルス、のち富士見書房時代小説文庫、角川文庫）
  - 花月秘拳行 2 北斗黒帝篇（1989年、講談社ノベルス、のち時代小説文庫、『北斗秘拳行』と改題、廣済堂文庫）
- 骨法秘伝（1989年、トクマ・ノベルズ、のち徳間文庫）
  - 魔都殺拳 骨法シリーズ2（1990年、トクマ・ノベルズ、『骨法無頼拳』と改題、徳間文庫）
  - 骨法必殺（1990年、トクマ・ノベルズ）
- 竜馬復活（1991年、ノン・ノベル、のち時代小説文庫）
- 戦国妖剣録（1991年、トクマ・ノベルズ、『おぼろ秘剣帖』と改題、広済堂文庫、『おぼろ秘剣帳』学研M文庫）
- 悪党伝説 外法狩り（1991年、フタバノベルス）
  - 信長狩り 悪党伝説2（1992年、フタバノベルス、『伊賀の影法師』と改題、廣済堂文庫）
  - 神君狩り 悪党伝説3（1993年、フタバノベルス）
- 楠木正成 異形の逆襲（1991年、光栄、歴史ifノベルズ）
- 関ヶ原死霊大戦（1991年、トクマ・ノベルズ、『関ケ原幻魔帖』と改題、2000年11月、ケイブンシャ文庫）
- 京都呪殺（1991年、講談社ノベルス、のち時代小説文庫、『魔都秘拳行』と改題、廣済堂文庫）
- 拳豪宮本武蔵（1992年、トクマ・ノベルズ、のち時代小説文庫、『武蔵復活二刀流』と改題、祥伝社文庫）
- 信長の密使 異聞・桶狭間の合戦（1992年、ノン・ノベル、のち広済堂文庫、学研M文庫）
- 京都秘密の魔界図 奇々怪々の13人の英雄に誰もが凍りつく（青春出版社（プレイブックス）1992年、『魔界京都』青春文庫、『魔界都市・京都の謎』PHP文庫）
- 神異伝1 太子未来記（1993年、トクマ・ノベルズ、のち徳間文庫）
  - 神異伝2 闇の祭主（1993年、トクマ・ノベルズ、のち徳間文庫）
  - 神異伝3 夢守の血脈（1993年、トクマ・ノベルズ、のち徳間文庫）
  - 神異伝4 四海王復活（1993年、トクマ・ノベルズ、のち徳間文庫）
  - 神異伝5 金人出現（徳間文庫）
- 西行桜（1994年、富士見書房、のち小学館文庫）
- 柳生烈堂 十兵衛を超えた非情剣（1995年、ノン・ポシェット、のち祥伝社文庫）
  - 柳生烈堂血風録 宿敵・連也斎の巻（1996年、ノン・ポシェット）
  - 柳生烈堂 対決服部半蔵（1996年7月、ノン・ポシェット）
  - 柳生烈堂 秘剣狩り（1997年、ノン・ポシェット）
  - 柳生烈堂 開祖・石舟斎を凌いだ無刀の剣（1999年、祥伝社文庫）
- 武蔵奇巌城（1995年、Kosaido blue books、『武蔵二刀流』と改題、学研M文庫）
- 鬼道太平記 風雲児・児島高徳（1995年、PHP研究所、『太平記鬼伝』小学館文庫）
- 家康外法首（1996年、飛天文庫、『徳川外法忍風録』と改題、2001年4月、ケイブンシャ文庫）
- 新選組魔道剣（1996年、光文社、のち光文文庫、文春文庫）
- 日本魔界探検（1996年、廣済堂出版、『日本魔界紀行』と改題、青春文庫）
- 霧隠才蔵（1997年、ノン・ポシェット、のち角川文庫）
  - 霧隠才蔵 紅の真田幸村陣（1997年、ノン・ポシェット）
  - 霧隠才蔵 血闘根来忍び衆（1998年、ノン・ポシェット）
- 源氏無情剣（1997年、青樹社、『源氏無情の剣』と改題、祥伝社文庫、『もうひとりの義経』学陽書房人物文庫）
- 利休椿（1997年、実業之日本社、のち小学館文庫）
- 桂篭とその他の短篇（1998年、講談社、『桂籠』講談社文庫、『羊羹合戦』小学館文庫）
- 伊賀の影法師（廣済堂出版、1998年、『黄金の牙』と改題、学研M文庫）
- 全宗（1999年、小学館、週刊ポストBOOKS、のち小学館文庫）
- 忠臣蔵心中（1999年、講談社、のち講談社文庫、角川文庫）
- 壮心の夢（短編集、1999年、徳間書店、のち徳間文庫、文春文庫）
- 美食探偵（2000年、講談社、のち講談社文庫、角川文庫）
- 尾張柳生秘剣（2000年、祥伝社文庫）
- 覇商の門（2001年、祥伝社、のち祥伝社文庫）
- 骨董屋征次郎手控（2001年、実業之日本社、のち講談社文庫）
- 蒼き海狼（2001年、小学館、のち小学館文庫）
- 黒衣の宰相（2001年、幻冬舎、のち文春文庫）
- 黄金の華（2002年、日本放送出版協会、のち文春文庫）
- 武蔵と無二斎（2003年、徳間書店、のち徳間文庫、小学館文庫）
- 家康と権之丞（2003年、朝日新聞社、のち文春文庫）
- 骨董屋征次郎京暦（2004年、実業之日本社、のち講談社文庫）
- 虎の城（2004年、祥伝社、のち祥伝社文庫）
- 茶の湯事件簿（淡交社、2004年、『豪快茶人伝』角川文庫）
- 沢彦（2006年、小学館、のち小学館文庫）
- 天地人（2006年、日本放送出版協会、のち文春文庫）
- 戦国武将勝利の実学（勉誠出版、2006年、『戦国力 逆境を生きるということ』小学館文庫 2010年）
- 新潟樽きぬた 明和義人口伝（小学館、2007年 のち小学館文庫）
- 臥竜の天（祥伝社、2007年、のち祥伝社文庫）
- 軒猿の月（短編集、2007年、PHP研究所、のちPHP文庫）
- 軍師の門（2008年、角川学芸出版、のち角川文庫）
- 「天地人」を歩く 原作者が旅する智将・直江兼続ゆかりの地（祥伝社、2008年）
- 直江兼続の義と愛（日本放送出版協会、2008年、のち文春文庫）
- 上杉かぶき衆（実業之日本社、2009年、のち文庫）
- 謙信びいき（PHP研究所、2009年）
- 墨染の鎧（文藝春秋、2009、のち文春文庫）
- 武者の習 時代小説（祥伝社文庫 2009年）
- 名将の品格（日本放送出版協会、生活人新書、2009年）
- 業政駈ける（角川学芸出版、2010年、のち角川文庫）
- 武士の一言 逆境を打ち破った男たちの名言（朝日新聞出版、2010年、のち朝日文庫）
- 真田三代（NHK出版、2011年、のち文春文庫）
- 西行その「聖」と「俗」（PHP研究所、2012年）
- 気骨稜々なり（小学館、2013年)
- 常在戦場 家康家臣列伝（文藝春秋、2013年）

### 共著編
- 実伝直江兼続（角川文庫、2008年）
- 天地人の戦国乱世名将・智将の時代（井沢元彦共著、ベストセラーズ、ワニ文庫、2009年）
- 名将名言録一日一言（編、角川学芸出版、2009年、『武将の言葉 決断力が身に付く180のヒント』ソフィア文庫）
- 実伝黒田官兵衛（編、角川文庫、2013年）
- 実伝石田三成（編、角川文庫、2014年）
- 実伝真田幸村（編、角川文庫、2014年）
- 北条五代（伊東潤共著、朝日新聞出版、2020年） - 火坂の急逝で未完になった作品を伊東が完成させた[7][8]

### 編著
- 実伝 直江兼続（新人物往来社, 2008年12月発行。ISBN 9784043919048）